# Pavel Královec
Pavel Královec (Domažlice, 16 augustus 1977) is een Tsjechisch voormalig voetbalscheidsrechter. Sinds 2005 was hij aangesloten bij de FIFA. Naast het fluiten van wedstrijden werkt hij als ingenieur. Královec leidde voornamelijk wedstrijden in de Fortuna liga. Dit deed hij in de periode 2003-2021. Hij werd geselecteerd als scheidsrechter voor het Europees kampioenschap voetbal onder 19 in 2007 in Oostenrijk. Daar floot hij twee wedstrijden. In totaal deelde Královec 10 gele kaarten uit, één rode en kende hij één strafschop toe. Hij floot drie wedstrijden in de groepsfase van de UEFA Champions League 2011/12 en vier wedstrijden in de Europa League.
Královec was aanwezig op het Europees kampioenschap voetbal 2012 als vierde man. Daarnaast was hij actief op de Olympische Zomerspelen in datzelfde jaar, waar hij drie wedstrijden leidde. In maart 2013 noemde de FIFA Královec een van de negentien potentiële UEFA-scheidsrechters voor het wereldkampioenschap voetbal 2014 in Brazilië, maar nam hem uiteindelijk niet op in de definitieve selectie.
Op 15 september 2015 leidde Královec zijn vijftiende wedstrijd in het hoofdtoernooi van de UEFA Champions League. In de groepswedstrijd tussen Sevilla FC en Borussia Mönchengladbach kende hij aan het begin van de tweede helft (0–0 ruststand) binnen twintig minuten de thuisploeg drie strafschoppen toe. Kevin Gameiro en Éver Banega benutten beiden de strafschop; de derde strafschop werd door Gameiro gemist. Sevilla won de wedstrijd met 3–0. De toekenning van de eerste strafschop werd beoordeeld als dubieus, maar de overige strafschoppen werden beoordeeld als terecht.
In 2016 was Královec actief op het EK voetbal. Hij leidde twee wedstrijden in de groepsfase. Královec stopte als scheidsrechter in 2021.
Královec floot in zijn carrière acht keer een wedstrijd van een Nederlandse club in Europa (3 keer Ajax, 3 keer AZ en 2 keer PSV) en tweemaal een Belgische club (Anderlecht en Standard Luik).

## Interlands
| Datum            | Wedstrijd                             | Uitslag | Competitie                  | Kreeg geel | Kreeg voor de tweede keer geel en dus rood | Weggestuurd |
| ---------------- | ------------------------------------- | ------- | --------------------------- | ---------- | ------------------------------------------ | ----------- |
| 15 augustus 2006 | Slovenië – Israël                     | 1 – 1   | Vriendschappelijk           | 1          | 0                                          | 0           |
| 2 juni 2007      | Kazachstan – Armenië                  | 1 – 2   | Kwalificatie EK 2008        | 3          | 0                                          | 0           |
| 17 oktober 2007  | Moldavië – Hongarije                  | 3 – 0   | Kwalificatie EK 2008        | 5          | 0                                          | 0           |
| 6 september 2008 | Macedonië – Schotland                 | 1 – 0   | Kwalificatie WK 2010        | 4          | 0                                          | 0           |
| 9 september 2009 | Letland – Zwitserland                 | 2 – 2   | Kwalificatie WK 2010        | 3          | 0                                          | 0           |
| 3 maart 2010     | Oostenrijk – Denemarken               | 2 – 1   | Vriendschappelijk           | 2          | 0                                          | 0           |
| 29 mei 2010      | Oekraïne – Roemenië                   | 3 – 2   | Vriendschappelijk           | 3          | 0                                          | 0           |
| 7 september 2010 | Wit-Rusland – Roemenië                | 0 – 0   | Kwalificatie EK 2012        | 3          | 0                                          | 0           |
| 29 maart 2011    | Turkije – Oostenrijk                  | 2 – 0   | Kwalificatie EK 2012        | 4          | 0                                          | 0           |
| 6 september 2011 | Zwitserland – Bulgarije               | 3 – 1   | Kwalificatie EK 2012        | 6          | 0                                          | 1           |
| 7 oktober 2011   | Oekraïne – Bulgarije                  | 3 – 0   | Vriendschappelijk           | 0          | 0                                          | 0           |
| 15 november 2011 | Engeland – Zweden                     | 1 – 0   | Vriendschappelijk           | 1          | 0                                          | 0           |
| 26 juli 2012     | Honduras - Marokko                    | 2 – 2   | Olympische Spelen           | 5          | 0                                          | 1           |
| 1 augustus 2012  | Zuid-Korea - Gabon                    | 0 – 0   | Olympische Spelen           | 2          | 0                                          | 0           |
| 7 augustus 2012  | Zuid-Korea - Japan                    | 2 – 0   | Olympische Spelen           | 1          | 0                                          | 0           |
| 12 oktober 2012  | Servië – België                       | 0 – 3   | Kwalificatie WK 2014        | 3          | 0                                          | 0           |
| 14 november 2012 | Oostenrijk – Ivoorkust                | 0 – 3   | Vriendschappelijk           | 0          | 0                                          | 0           |
| 6 februari 2013  | Slovenië – Bosnië en Herzegovina      | 0 – 3   | Vriendschappelijk           | 2          | 0                                          | 0           |
| 22 maart 2013    | Polen – Oekraïne                      | 1 – 3   | Kwalificatie WK 2014        | 6          | 0                                          | 0           |
| 3 juni 2013      | Zweden – Macedonië                    | 1 – 0   | Vriendschappelijk           | 0          | 0                                          | 0           |
| 14 augustus 2013 | Wales – Ierland                       | 0 – 0   | Vriendschappelijk           | 2          | 0                                          | 0           |
| 17 mei 2014      | Nederland – Ecuador                   | 1 – 1   | Vriendschappelijk           | 1          | 0                                          | 0           |
| 6 juni 2014      | Rusland – Marokko                     | 2 – 0   | Vriendschappelijk           | 0          | 0                                          | 0           |
| 8 september 2014 | Oostenrijk – Zweden                   | 1 – 1   | Kwalificatie EK 2016        | 4          | 0                                          | 0           |
| 16 november 2014 | België – Wales                        | 0 – 0   | Kwalificatie EK 2016        | 3          | 0                                          | 0           |
| 27 maart 2015    | Engeland – Litouwen                   | 4 – 0   | Kwalificatie EK 2016        | 3          | 0                                          | 0           |
| 5 september 2015 | Zwitserland – Slovenië                | 3 – 2   | Kwalificatie EK 2016        | 9          | 0                                          | 0           |
| 11 oktober 2015  | Duitsland – Georgië                   | 2 – 1   | Kwalificatie EK 2016        | 4          | 0                                          | 0           |
| 16 juni 2016     | Oekraïne – Noord-Ierland              | 0 – 2   | EK 2016                     | 5          | 0                                          | 0           |
| 19 juni 2016     | Roemenië – Albanië                    | 0 – 1   | EK 2016                     | 5          | 0                                          | 0           |
| 7 oktober 2016   | Griekenland – Cyprus                  | 2 – 0   | Kwalificatie WK 2018        | 4          | 0                                          | 0           |
| 11 november 2016 | Armenië – Montenegro                  | 3 – 2   | Kwalificatie WK 2018        | 4          | 0                                          | 0           |
| 2 september 2017 | Finland – IJsland                     | 1 – 0   | Kwalificatie WK 2018        | 8          | 1                                          | 0           |
| 6 oktober 2017   | Oostenrijk – Servië                   | 3 – 2   | Kwalificatie WK 2018        | 5          | 0                                          | 0           |
| 2 juni 2018      | Oostenrijk – Duitsland                | 2 – 1   | Vriendschappelijk           | 0          | 0                                          | 0           |
| 8 september 2018 | Noord-Ierland – Bosnië en Herzegovina | 1 – 2   | UEFA Nations League 2018/19 | 4          | 0                                          | 0           |
| 17 november 2019 | Moldavië – IJsland                    | 1 – 2   | Kwalificatie EK 2020        | 7          | 0                                          | 0           |
| 6 september 2020 | Kosovo – Griekenland                  | 1 – 2   | UEFA Nations League 2020/21 | 5          | 0                                          | 0           |